# Логинов, Владимир Александрович
Влади́мир Алекса́ндрович Ло́гинов (18 ноября 1954, Онега, Архангельская область, РСФСР, СССР — 17 октября 2016, Хабаровск, Российская Федерация) — российский государственный и хозяйственный деятель, губернатор Корякского автономного округа (2000—2005).

## Биография
Окончил Архангельскую областную школу-интернат для детей, переболевших полиомиелитом. В 1975 г. окончил Кировский горный техникум Мурманской области по специальности «техник-геолог», затем — геологический факультет Иркутского государственного университета. В 1995 г. окончил Академию народного хозяйства при Правительстве Российской Федерации.
В 1974 г. работал радиометристом в Кольской поисково‑съёмочной партии Мурманской ГРЭ (г. Кировск Мурманской области), в 1975 г. — техник‑геолог в Восточно‑Чукотской ГРЭ в г. Эгвикинот Магаданской области, в 1975—1977 гг. служил в Советской армии.
С 1977 г. — в Северо-Камчатской комплексной геологоразведочной экспедиции: работал техником-геологом, старшим техником, горным мастером, начальником горнопроходческого отряда, заместителем начальника экспедиции, директором Северо-Камчатского горно-геологического предприятия. Был одним из первооткрывателей крупнейших в России месторождений платины, расположенных в Корякском автономном округе.
В 1993 г. был избран председателем совета директоров ЗАО «Корякгеолдобыча». С 1995 года по 2000 г. — директор предприятия «Корякгеолдобыча». В 1998—2000 гг. — депутат Камчатского областного Совета.
В 2000—2005 гг. — губернатор Корякского автономного округа. В январе 2004 г. против него было возбуждено уголовное дело по ч. 1 ст. 293 УК РФ (халатность). По данным следствия, во время завоза энергоносителей 355 млн рублей были растранжирены, использованы по нецелевому назначению. В марте 2004 г. он был переизбран на свой пост.
В марте 2005 г. был снят с должности губернатора президентом РФ Владимиром Путиным с формулировкой «в связи с утратой доверия президента» в связи «со срывом завоза топлива в населённые пункты Пенжинского и Олюторского районов Корякского автономного округа, повлёкшим за собой размораживание систем отопления в населённых пунктах этих районов, что привело к массовым нарушениям прав и свобод граждан, проживающих в них». Стал первым главой региона, которого президент России освободил от должности по такому основанию.
Сам отстранённый губернатор так прокомментировал это решение: «Я не могу комментировать решения главы государства. Но моё личное мнение — что это несправедливо. Я сделал все, что было в моих силах, чтобы округ мог выжить. Ситуация действительно тяжёлая, и в этом смысле нет вопросов, но бывали ситуации хуже. И есть на сегодня регионы, где так же замерзают посёлки, но никого от должности не освобождают. У нас сложилась такая ситуация, потому что Минфин не выделил средства на закупку топлива. Мы летом три шифрограммы направляли на имя Михаила Фрадкова и одну на имя Сергея Шойгу с просьбой помочь, но от них не было никакого ответа. Первые деньги мы получили 7 декабря 2004 года, второй трансферт пришёл 26 декабря. А навигация закончилась 1 октября, и другими путями топливо не доставишь в северные посёлки округа. Вот такая ситуация» («Коммерсантъ», 10.03.2005).